# Patrick Leduc
Patrick Leduc (né le 26 décembre 1977 à Saint-Lambert, Québec) est un ancien joueur international canadien de soccer. Il évoluait à la position de milieu de terrain avec l'Impact de Montréal de 2000 à 2010.

## Biographie
Après 256 rencontres sous le maillot de l'Impact de Montréal, dont quelques-uns durant la campagne de l'équipe montréalaise en Ligue des champions 2008-2009, il annonce sa retraite professionnelle le 28 mars 2011 et travaille depuis comme analyste et commentateur de soccer, notamment au Réseau des Sports. Par ailleurs, il a participé aux éliminatoires pour la Coupe du monde de beach soccer 2013 avec la sélection canadienne ainsi qu'au Tournoi International des Peuples, Cultures et Tribus de Marseille en 2013 avec la sélection québécoise dont il était sélectionneur-joueur.
Il a 2 enfants, 1 garçon et une fille. Son garçon se prénomme Henri et sa fille Romane.

## Statistiques
| Saison                | Club                  | Championnat           | Championnat | Championnat | Coupe(s) nationale(s) | Coupe(s) nationale(s) | Compétition(s) continentale(s) | Compétition(s) continentale(s) | Compétition(s) continentale(s) | Séries | Séries | Canada | Canada | Total | Total |
| Saison                | Club                  | Division              | M.          | B.          | M.                    | B.                    | Comp.                          | M.                             | B.                             | M.     | B.     | M.     | B.     | M.    | B.    |
| 2000                  | Impact de Montréal    | A-League              | 15          | 0           | -                     | -                     | -                              | -                              | -                              | -      | -      | -      | -      | 15    | 0     |
| 2001                  | Impact de Montréal    | A-League              | 12          | 0           | -                     | -                     | -                              | -                              | -                              | -      | -      | -      | -      | 12    | 0     |
| 2002                  | Impact de Montréal    | A-League              | 23          | 0           | -                     | -                     | -                              | -                              | -                              | 3      | 0      | -      | -      | 26    | 0     |
| 2003                  | Impact de Montréal    | A-League              | 26          | 2           | -                     | -                     | -                              | -                              | -                              | 1      | 0      | -      | -      | 27    | 2     |
| 2004                  | Impact de Montréal    | A-League              | 26          | 3           | -                     | -                     | -                              | -                              | -                              | 5      | 1      | -      | -      | 31    | 4     |
| 2005                  | Impact de Montréal    | USL-1                 | 24          | 0           | -                     | -                     | -                              | -                              | -                              | 2      | 0      | 3      | 0      | 29    | 0     |
| 2006                  | Impact de Montréal    | USL-1                 | 25          | 1           | -                     | -                     | -                              | -                              | -                              | 2      | -      | -      | -      | 27    | 1     |
| 2007                  | Impact de Montréal    | USL-1                 | 27          | 3           | -                     | -                     | -                              | -                              | -                              | 2      | 0      | -      | -      | 29    | 3     |
| 2008                  | Impact de Montréal    | USL-1                 | 22          | 1           | 4                     | 0                     | LCC                            | 1                              | 0                              | 4      | 0      | -      | -      | 31    | 1     |
| 2009                  | Impact de Montréal    | USL-1                 | 3           | 0           | 0                     | 0                     | -                              | -                              | -                              | 6      | 0      | -      | -      | 9     | 0     |
| 2010                  | Impact de Montréal    | USSF D2               | 19          | 0           | 2                     | 0                     | -                              | -                              | -                              | 2      | 0      | -      | -      | 23    | 0     |
| Total sur la carrière | Total sur la carrière | Total sur la carrière | 222         | 10          | 6                     | 0                     | -                              | 1                              | 0                              | 27     | 1      | 3      | 0      | 259   | 11    |